# Halleneuropameisterschaften im Bogenschießen 2024
Die Halleneuropameisterschaften im Bogenschießen 2024 wurden vom 19. bis 24. Februar in der Varaždin Arena im kroatischen Varaždin ausgetragen.

## Ergebnisse

### Recurvebogen
Der Mannschaftswettkampf der Frauen war ein Demonstrationswettbewerb.
| Disziplin         | Gold                                                 | Silber                                                | Bronze                                         |
| ----------------- | ---------------------------------------------------- | ----------------------------------------------------- | ---------------------------------------------- |
| Männer Einzel     | Mauro Nespoli                                        | Itay Shanny                                           | Mychajlo Usatsch                               |
| Frauen Einzel     | Tatiana Andreoli                                     | Anastassija Pawlowa                                   | Lucilla Boari                                  |
| Männer Mannschaft | Ukraine Iwan Koschokar Wiktor Ruban Mychajlo Usatsch | Italien Matteo Borsani Mauro Nespoli Alessandro Paoli | Kroatien Lovro Černi Adam Gradiščak Alen Remar |

### Compoundbogen
| Disziplin         | Gold                                                     | Silber                                                    | Bronze                                                              |
| ----------------- | -------------------------------------------------------- | --------------------------------------------------------- | ------------------------------------------------------------------- |
| Männer Einzel     | Shamai Yamrom                                            | Adrien Gontier                                            | Nicolas Girard                                                      |
| Frauen Einzel     | Elisa Roner                                              | Andrea Nicole Moccia                                      | Ella Gibson                                                         |
| Männer Mannschaft | Dänemark Tore Bjarnarson Martin Damsbo Mathias Fullerton | Kroatien Domagoj Buden Matija Mihalić Mario Vavro         | Italien Marco Bruno Valerio Della Stua Michea Godano                |
| Frauen Mannschaft | Großbritannien Grace Chappell Ella Gibson Patience Wood  | Italien Andrea Nicole Moccia Elisa Roner Marcella Tonioli | Island Anna María Alfreðsdóttir Matthildur Magnúsdóttir Ewa Ploszaj |

### Blankbogen
| Disziplin         | Gold                                                     | Silber                                                                   | Bronze                                                         |
| ----------------- | -------------------------------------------------------- | ------------------------------------------------------------------------ | -------------------------------------------------------------- |
| Männer Einzel     | Gregor Dolar                                             | Giuseppe Seimandi                                                        | Simone Barbieri                                                |
| Frauen Einzel     | Kristina Maria Pruccoli                                  | Cinzia Noziglia                                                          | Lisa Andre                                                     |
| Männer Mannschaft | Italien Simone Barbieri Valter Basteri Giuseppe Seimandi | Kroatien Goran Ćurić Dario Marošević Zoran Velagić                       | Serbien Dragoljub Majović Srđan Pilipović Dejan Stojanović     |
| Frauen Mannschaft | Italien Alessandra Bigogno Cinzia Noziglia Fabia Rovatti | Rumänien Florentina Cristina Bacin Maria Loredana Mogoş Elena Topliceanu | Serbien Nataša Stojković Ingrid Vasiljević Katarina Vranjković |

## Medaillenspiegel
| Platz  | Land           | Gold | Silber | Bronze | Gesamt |
| ------ | -------------- | ---- | ------ | ------ | ------ |
| 1      | Italien        | 5    | 5      | 3      | 14     |
| 2      | Ukraine        | 1    | 1      | 1      | 3      |
| 3      | Israel         | 1    | 1      | –      | 2      |
| 4      | Großbritannien | 1    | –      | 1      | 2      |
| 5      | Dänemark       | 1    | –      | –      | 1      |
| 6      | San Marino     | 1    | –      | –      | 1      |
| 7      | Slowenien      | 1    | –      | –      | 1      |
| 8      | Kroatien       | –    | 2      | 1      | 3      |
| 9      | Frankreich     | –    | 1      | 2      | 3      |
| 9      | Rumänien       | –    | 1      | 0      | 1      |
| 9      | Serbien        | –    | –      | 2      | 2      |
| 12     | Island         | –    | –      | 1      | 1      |
| Gesamt | Gesamt         | 11   | 11     | 11     | 33     |